# نمایه مقاله‌های شیمی
شیمی (از K Egyptianme مصری (شیمی) به معنی "زمین"  ) نمای کلی علوم فیزیکی مربوط به ترکیب ، ساختار و خصوصیات ماده است و همچنین تغییراتی که در طی واکنش های شیمیایی متحمل می شود . 
در زیر لیستی از مقالات مرتبط با شیمی وجود دارد. ترکیبات شیمیایی به طور جداگانه در فهرست ترکیب‌های آلی ، فهرست ترکیب‌های معدنی یا فهرست زیست‌مولکول‌ها قرار می گیرند . 

## آ
- آب
- آبکافت
- آپاتیت
- آد هسل
- آدولف بوتنانت
- آدولف فون بایر
- آدولف وینداوس
- آراگونیت
- آرایش الکترونی
- آرتور هاردن
- آرتوری ایلماری ویرتانن
- آرچر جان پرتر مارتین
- آرسنیک
- آرفودسونیت
- آرگون
- آرنه تیسلیوس
- آزوریت
- آستاتین
- آفت‌کش
- آکتینیدها
- آکریل‌آمید
- آکسینیت
- آلبرتوس ماگنوس
- آلبیت
- آلدئید
- آلفرد استاک
- آلفرد ورنر
- آلکان
- آلکن
- آلن مک‌دایارمید
- آلن هیگر
- آلودگی
- آلومینیوم اکسید
- آلومینیوم
- آلونیت
- آلیاژ
- آلیاژهای نامگذاری شده
- آمازونیت
- آمبلی گونیت
- آمدئو آووگادرو
- آمفیبول
- آمفیبولیت
- آمونیاک
- آمونیوم پرکلرات
- آمونیوم نیترات
- آمونیوم
- آمیتیست
- آمید
- آمین (شیمی)
- آناتاز
- آناتاز
- آنالسیم
- آنالسیم
- آنتالپی تبخیر
- آنتالپی ذوب
- آنتالپی
- آنتروپی
- آنتوان لاووازیه
- آنتیموان
- آندالوزیت
- آندزیت
- آنری لوشاتلیه
- آنری مواسان
- آنزیم
- آنگلزیت
- آنورتوزیت
- آنورتیت
- آهن(III) اکسید
- آهن
- آیوپاک
- آیوپاک (IUPAC)
- ابررسانایی
- اپال
- اپی‌نفرین
- اتانول
- اتر
- اتم
- اتو هان
- اتیلن اکساید
- اتیلن
- احمد حسن زویل
- اخترشیمی
- ادوارد بوخنر
- ادوین مک‌میلان
- اربیم
- ارتوکلاز
- ارنست رادرفورد
- ارنست فیشر
- اس.پی.ال. سورانسن
- اسپریلیت
- اسپودومن
- اسپودومن
- استالدهید
- استامینوفن
- استانیت
- استر (شیمی)
- استرانسیم
- استرونتیانیت
- استنفورد مور
- استورولیت
- استوکیومتری
- استون
- استیک اسید
- استیل (گروه عاملی)
- استیلن
- استیل‌کولین
- اسرائیل شاهاک
- اسکاندیم
- اسمیم تتراکسید
- اسمیم
- اسید آمینه
- اسید لاکتیک
- اسید و باز لوییس
- اسید و باز لوییس
- اسید
- اصل لوشاتلیه
- اکتان
- اکتینولیت
- اکتینولیت
- اکتینیم
- اکسایش-کاهش
- اکسایش-کاهش
- اکسایش-کاهش
- اکسید ایتریم (III)
- اکسید کلسیم
- اکسید
- اکسیژن
- اگزنیت
- الکترود
- الکتروشیمی
- الکترولیت
- الکترون
- الکترونگاتیوی
- الکترونگاتیوی
- الکترون‌دوست
- الکترون‌ولت
- الکزیت
- الکل
- الماس
- الیاس کوری
- الیوین
- امریسیم
- امولسیون
- امیل نووناگل
- انانتیومر
- انحلال‌پذیری
- انرژی فعال‌سازی
- انرژی واپاشی
- انرژی یونش
- اهم
- اوتو دایلز
- اوتو والاخ
- اورانیم
- اورانینیت
- اوربیتال اتمی
- اوربیتال اتمی
- اوربیتال اتمی
- اوربیتال مولکولی
- اوره
- اوریک اسید
- اوژیت
- اوگانسون
- ایتربیم باریم مس اکسید
- ایتربیم
- ایتریم
- ایرن ژولیو-کوری
- ایروینگ لانگمویر
- ایریدیم
- ایزوپرن
- ایزوتوپ پرتوزا
- ایزوتوپ پرتوزای مصنوعی
- ایزوتوپ
- ایزوسیانات
- ایلمنیت
- ایلیا پریگوژین
- ایندیم
- اینشتینیم

## ب
- باتری
- باریتین
- باریم
- باز (شیمی)
- بازالت
- باستانائزیت
- برق
- برق‌کافت
- برکلیم
- برم
- برنج (آلیاژ)
- بروسیت
- بریلیم
- بلور
- بلوک جدول تناوبی
- بنزن
- بنزن
- بوتان (هیدروکربن)
- بور
- بورت
- بورنیت
- بوره
- بوریک اسید
- بوکسیت
- بوهریم
- بوهمیت
- بیتونیت
- بیسموت
- بیوانفورماتیک
- بیوتیت
- بی‌کربنات سدیم
- بی‌کربنات

## پ
- پارابن
- پاسکال (یکا)
- پالادیم
- پاول کروتزن
- پپتید
- پتاسیم نیترات
- پتاسیم
- پتالیت
- پرازئودیمیم
- پرکلرات
- پرلایت (زمین‌شناسی)
- پرهنیت
- پروپان
- پروتئین
- پروتاکتینیم
- پروتون
- پرومتیم
- پریدوتیت
- پزشکی
- پگماتیت
- پل برگ
- پل بویر
- پل ساباتیه
- پل فلوری
- پل کارر
- پل متیلن
- پلاتین
- پلاژیوکلازها
- پلوتونیم
- پلیمر
- پلیمریزاسیون
- پمپ انتشار روغن
- پنبه نسوز
- پنتلاندیت
- پوترسین
- پورفیرین
- پورین
- پوست
- پولونیم
- پیتر دبای
- پیتر دی میچل
- پیروکسن
- پیروکلر
- پیرول
- پیریت
- پیریدین
- پیریمیدین
- پیکریک اسید
- پیکومتر
- پیل برق‌شیمیایی
- پیوند شیمیایی
- پیوند فلزی
- پیوند کووالانسی
- پیوند هیدروژنی
- پیوند یونی
- پی‌اچ

## ت
- تئودور سودبرگ
- تئودور ویلیام ریچاردز
- تابون
- تالیم
- تانتال
- تانتالیت
- تانزانیت
- تتریل
- تجزیه کمی
- تراز انرژی
- تربیم
- ترت-بوتیل‌لیتیم
- ترکیب آلی
- ترکیب شیمیایی
- ترکیب ناجورحلقه
- ترکیبات آلیفاتیک
- ترکیب‌های آلیفاتیک حلقوی
- ترمودینامیک شیمیایی
- ترموشیمی
- ترمولیت
- تری‌نیتروتولوئن
- تشدید مغناطیسی هسته‌ای
- تصعید
- تعادل شیمیایی
- تقطیر
- تکنسیم
- تلوریم
- تنسین
- تنگستن
- توپاز
- تورت وئیتیت
- تورمالین
- توریم
- توف (سنگ)
- تولوئن
- تولیم
- توماس چک
- توماس گراهام
- تیتانیت
- تیتانیم
- تیتانیوم دی‌اکسید
- تیتراسیون
- تیروزین
- تیواتر
- تیول (شیمی)

## ج
- جامد
- جان آگوست آرفودسون
- جان الکساندر رینا نیولندز
- جان ای. واکر
- جان ای. واکر
- جان پاپل
- جان پاپل
- جان دالتون
- جان فن
- جان کارنفورت
- جان کندرو
- جان هاوارد نورثروب
- جایزه نوبل شیمی
- جدول تناوبی
- جدول تناوبی
- جدول تناوبی
- جدول تناوبی
- جدول تناوبی
- جدول نوکلیدها
- جرج اولاه
- جرج پرتر
- جرم (فیزیک)
- جرم اتمی نسبی
- جرم اتمی
- جرم مولی
- جروم کارل
- جفری ویلکینسون
- جوزف پریستلی
- جولیو ناتا
- جیمز بچلر سامنر
- جیمز دیوئر
- جیوه (I) کلرید
- جیوه سولفید
- جیوه(II) کلرید
- جیوه

## چ
- چارلز پدرسون
- چارلز پولانی
- چراغ بونزن
- چربی
- چگالی

## ح
- حالت ماده
- حجم مولی
- حجم مولی
- حلال (شیمی)
- حلال (شیمی)
- حلال‌پوشی
- حلقه آروماتیکی ساده

## خ
- خاک دیاتومه
- خز
- خصلت آروماتیکی
- خواص شیمیایی
- خوردگی

## د
- داتولیت
- دادلی هرشباخ
- دارمشتادیم
- درک بارتون
- دستگاه بین‌المللی یکاها
- دستگاه عصبی مرکزی
- دست‌سانی (شیمی)
- دگرشکلی
- دگرشکلی
- دماسنج
- دمیتری مندلیف
- دوبنیم
- دوتریوم
- دوره (جدول تناوبی)
- دوره ۱ جدول تناوبی
- دوروتی هاجکین
- دوقطبی الکتریکی
- دولومیت
- دونالد کرام
- دیسپروزیم
- دینامیک ملکولی
- دیوپسید
- دیوپسید
- دیوریت

## ر
- رابرت رابینسون
- رابرت کرل
- رابرت مریفیلد
- رابرت هابر
- رابرت وودوارد
- رادرفوردیم
- رادولف مارکوس
- رادون
- رادیکال آزاد
- رادیم
- رخام گچی
- رزونانس مغناطیسی هسته‌ای
- رس
- رسانندگی گرمایی
- رسانندگی گرمایی
- رنگ نقاشی
- رنگ
- رنگ‌سنج (شیمی)
- رنیوم
- روبرت اس مالیکن
- روبرت بونزن
- روبیدیم
- روتنیم
- روتیل
- رودولف پاریسر
- رودیم
- رولد هافمن
- رونالد نوریش
- رونتگنیم
- روی
- ریچارد ارنست
- ریچارد اسمالی
- ریچارد ژیگموندی
- ریچارد لاورنس ساینگ
- ریچارد ویلشتتر
- ریشارد کون
- ریفلاکس (تقطیر)
- ریوجی نویوری
- ریولیت
- ریولیت

## ز
- زئولیت
- زاج
- زغال قهوه‌ای
- زغال‌سنگ
- زکریای رازی
- زمرد
- زنون
- زیرکن
- زیرکونیم
- زیست‌انباشتگی
- زیست‌شیمی
- زینوالدیت

## ژ
- ژان-ماری لن
- ژرمانیت
- ژرمانیم
- ژول بر مول
- ژیپسیت

## س
- ساختار بلوری
- سالوینورین
- ساماریم
- سپیولیت
- سختی موس
- سدیم سیانید
- سدیم کربنات
- سدیم کلرید
- سدیم هیپوکلریت
- سدیم هیدروکسید
- سدیم هیدروکسید
- سدیم
- سر سایریل هینشلوود
- سرب
- سرپانتین
- سرعت صوت
- سروزیت
- سریم
- سزیم
- سلستین
- سلسیوس
- سلنیم
- سلول الکترولیتی
- سمیت
- سنتز آلی
- سنگ آتشزنه
- سنگ آهک
- سنگ آهنربا
- سنگ پا
- سنگ پا
- سنگ گچ
- سنگ مرمر
- سنگ نمک
- سنگ یمانی
- سوانته آرنیوس
- سوسپانسیون
- سولفات
- سولفوریک اسید
- سولفید هیدروژن
- سیانور
- سیبورگیم
- سیتریک اسید
- سیتوزین
- سیدنی آلتمن
- سیکلوپنتادی‌ان
- سیکلون ب
- سیلان (شیمی)
- سیلندریت
- سیلویت
- سیلیسیم دی‌اکسید
- سیلیسیم
- سیلیمانیت
- سینتیک شیمیایی
- سینیت

## ش
- شئلیت
- شابازیت
- شبه‌فلز
- شرایط استاندارد دما و فشار
- شرایط استاندارد دما و فشار
- شعاع اتمی
- شعاع کووالانسی
- شعاع واندروالسی
- شکلات
- شماره بین‌المللی کالاهای خطرناک
- شماره ثبت سی‌ای‌اس
- شنگرف
- شنگرف
- شنگرفی
- شیست
- شیمی آلی
- شیمی تجزیه
- شیمی ترکیبی
- شیمی حالت جامد
- شیمی فضایی
- شیمی کوانتومی
- شیمی محاسباتی
- شیمی محیط زیست
- شیمی معدنی
- شیمی
- شیمی‌انفورماتیک
- شیمی‌دان
- شیمی‌فیزیک

## ص
- صافش

## ط
- طلا
- طلق
- طیف‌بینی الکترونی اوژه
- طیف‌بینی فروسرخ
- طیف‌بینی فوتوالکترون پرتو ایکس
- طیف‌بینی موسباور
- طیف‌بینی
- طیف‌بینی
- طیف‌سنجی جذب اتمی
- طیف‌سنجی جرمی
- طیف‌سنجی رامان
- طیف‌سنجی مرئی-فرابنفش

## ظ
- ظرفیت گرمایی ویژه
- ظرفیت گرمایی

## ع
- عدد اتمی
- عدد اکسایش
- عدد اکسایش
- عقیق جگری
- عقیق جگری
- عقیق
- علم سطح
- علم مواد
- عنصر دوره ۲
- عنصر دوره ۳
- عنصر دوره ۴
- عنصر دوره ۵
- عنصر دوره ۶
- عنصر دوره ۷
- عنصر شیمیایی
- عنصر شیمیایی
- عنکبوت‌های گردباف طلایی

## غ
- غلات
- غلظت‌سنج
- غلظت مولار

## ف
- فارنهایت
- فاز (ماده)
- فراکافت شیمیایی نوترونی
- فرانتس یوزف امیل فیشر
- فرانسیس ویلیام آستون
- فرانسیم
- فرانک رولند
- فرانکئیت
- فرانکلینیت
- فربریت
- فردریک ژولیو کوری
- فردریک سنگر
- فردریک سودی
- فرمالدهید
- فرمول اسکلتی
- فرمول ساختاری
- فرمول شیمیایی
- فرمیک اسید
- فرمیم
- فروسن
- فروکافت
- فریتس پرگل
- فریتس هابر
- فریدریش برژیوس
- فریدریش وهلر
- فسفر
- فسفریک اسید
- فشار بخار
- فشار بخار
- فشار نسبی
- فشارسنج
- فلئوریت
- فلئوریت
- فلدسپات
- فلروویم
- فلز سنگین
- فلز واسطه
- فلز
- فلزات پس‌واسطه
- فلزات مسکوک
- فلزهای قلیایی خاکی
- فلزهای قلیایی خاکی
- فلزهای قلیایی
- فلزهای قلیایی
- فلسیک
- فلوئور
- فلوگپیت
- فناسیت
- فنول
- فهرست ترکیبات
- فهرست ترکیب‌های آلی
- فهرست ترکیب‌های معدنی
- فهرست ترکیب‌های معدنی
- نام‌های شیمی
- فهرست زیست‌مولکول‌ها
- فهرست شیمی‌دان‌ها
- فهرست عناصر جدول تناوبی
- فهرست عناصر جدول تناوبی
- فولمینات جیوه (II)
- فیروزه
- فیزیک

## ق
- قانون رائول
- قلع
- قلیا

## ک
- کائولینیت
- کاتیون
- کادمیم
- کارل بوش
- کارل رمیجیوس فرسنیوس
- کارل زیگلر
- کارل شارپلس
- کارل ویلهلم شیله
- کارنالیت
- کارنوتیت
- کالامین دی
- کالری‌متر
- کالکوپیریت
- کالکوزیت
- کالکوژن
- کالیفرنیم
- کانی
- کانی‌شناسی
- کانی‌های رس
- کاینیت
- کبالت
- کبد
- کتون
- کربن دی‌اکسید
- کربن مونوکسید
- کربن
- کربنات
- کربنیک اسید
- کربوکسیلیک اسید
- کربونیل
- کربوهیدرات
- کرندوم
- کرنیت
- کروسیدولیت
- کروم
- HPLC
- کروماتوگرافی
- کرومیت
- کری مالیس
- کریپتون
- کریزوبریل
- کریستین آنفینزن
- کریولیت
- کشف عناصر شیمیایی
- کلر
- کلریت
- کلسیت
- کلسیم کربنات
- کلسیم
- کلوئید
- کلومبیت
- کلویت
- کلوین
- کلینوکلاز
- کمپلکس شیمیایی
- کنیچی فوکویی
- کهربا
- کوارتز
- کوارتزیت
- کوپریت
- کورت آلدر
- کورت ووتریش
- کوردیریت
- کوریم
- کورین
- کولمانیت
- کوولین
- کویچی تاناکا
- کیانیت
- کیلوگرم بر متر مکعب
- کیمبرلیت
- کیمیا

## ل
- لابرادوریت
- لاجورد
- لارس اونزاگر
- لارنسیم
- لازوریت
- لامپ بخار جیوه
- لانتان
- لانتانیدها
- لایه الکترونی
- لپیدولیت
- لرد تاد
- لعل
- لوازم آرایشی
- لوتار فون مایر
- لوتتیم
- لوسیت
- لونسدالیت
- لویی پاستور
- لوییز اف لیلویر
- لیتیم
- لیزه مایتنر
- لیگاند
- لیمونیت
- لینوس پاولینگ
- لیورموریوم
- لیوینگ ستونیت

## م
- مارکارسیت
- مارن
- ماری کوری
- ماریو مولینا
- ماسه
- ماکس پروتس
- مانفرد آیگن
- مایتنریم
- مایع
- مایکل اسمیت
- مایکل فارادی
- متاسینابر
- متان
- متانول
- متر بر ثانیه
- متیل ایزوسیانات
- متیلن
- متیل‌لیتیم
- محصول واپاشی
- محلول بافر
- محلول
- مخلوط
- مخمرشناسی
- مدل بور
- مدل‌سازی مولکولی
- مرمر سبز
- مس
- مسکوویم
- معادله آرنیوس
- معادله نرنست
- مغناطیس
- مکانیک مولکولی
- مگا
- مگنتیت
- ملغمه
- ملوین کالوین
- مندلیفیم
- منگنز
- منیزیت
- منیزیم سولفات
- منیزیم
- مهندسی شیمی
- مواد منفجره
- موریون
- موسکویت
- مول
- مولکول
- مولیبدن دی‌سولفید
- مولیبدن
- مولیبدنیت
- مونازیت
- میکا
- میکروکلین

## ن
- نئودیمیم
- نئون
- نارسنگ
- نافلزها
- نام سیستماتیک عنصر
- نام‌گذاری آیوپاک
- نپتونیوم
- نشان شیمیایی
- نشان شیمیایی
- نظریه پیوند ظرفیت
- نفتالین
- نقره
- نقطه جوش
- نقطه ذوب
- نقطه سه‌گانه
- نماد علمی
- نمک (شیمی)
- نمک میوه
- نمودار پوربه
- نوبلیم
- نوترون
- نورمن هاورث
- نوکلئیک اسید
- نیترات
- نیتروز اکسید
- نیتروژن دی‌اکسید
- نیتروژن
- نیتروگلیسرین
- نیتروناتریت
- نیترید بور
- نیتریک اسید
- نیتریک اکسید
- نیروی بین مولکولی
- نیروی واندروالسی
- نیکل
- نیکولای سمیونوف
- نیلز گابریل سفستروم
- نیمه‌عمر
- نیم‌رسانا
- نیهونیم
- نیوبیم

## ه
- هارتموت میشل
- هارولد کروتو
- هارولد یوری
- هاسیم
- هافنیم
- هالوآلکان
- هالوژن
- هانس فون اویلر شلپین
- هانس فیشر
- هاینریش اوتو ویلند
- هربرت براون
- هربرت هاپتمن
- هرمان استاودینگر
- هرمان امیل فیشر
- هرمان امیل فیشر
- هرمان کولبه
- هسته اتم
- هسته‌دوست
- هگزان
- هلیوم
- هماتیت
- همپار
- همفری دیوی
- هموگلوبین
- هنری تاب
- هوبنریت
- هورنبلاند
- هولمیم
- هیدرازین
- هیدروژن پراکسید
- هیدروژن سیانید
- هیدروژن
- هیدروکربن آروماتیک
- هیدروکربن
- هیدروکسید
- هیدروکسیل
- هیدروکلریک اسید
- هیدکی شیریکاوا
- هیستیدین

## و
- واپاشی هسته‌ای
- واکنش آلی
- واکنش برگشت‌پذیر
- واکنش تراکمی
- واکنش شیمیایی
- واکنش‌گر ناب آلی لیتیم
- والتر کوهن
- والتر گیلبرت
- والتر نرنست
- وانادیم
- وزوویانیت
- وفور طبیعی
- ولادیمیر پریلاگ
- ولادیمیر مارکونیکوف
- ولاستونیت
- ولفرامیت
- وندل مردیت استنلی
- ونسانت دو وینیو
- ویتامین ب۱
- ویژگی‌های فلزات، شبه‌فلزات و نافلزات
- ویکتور گرینیارد
- ویکتور گرینیارد
- ویکتور میر
- ویلارد لیبای
- ویله میت
- ویلهلم اوستوالد
- ویلیام اشتین
- ویلیام جیوک
- ویلیام رمزی
- ویلیام لیپسکام
- ویلیام نولز
- ویلیام هاید والستن
- ویلیام هنری پرکین
- وینیل

## ی
- یاروسلاو هیروفسکی
- یاقوت کبود
- یاقوت
- یاکوب برسلیوس
- یاکوبوس هنریکوس وانت‌هوف
- یخ
- ید
- یشم سبز
- یشم
- یکای جرم اتمی
- ینس اسکو
- یوان لی
- یوروپیم
- یوستوس فون لیبیش
- یون
- یوهان دایزنهوفر
- یوهان دیدریک وان در والس
- یوهان گادولین
- یوهان ولفگانگ دوبراینر

## A
- en:Aluminium gallium arsenide
- Alvite
- en:Anorthoclase
- en:Baddeleyite
- en:Borane
- en:Burmite
- en:Canfieldite
- en:Cassterite
- en:Celadonite
- en:Chemistry basic topics
- en:Chlorin
- Chrysolite
- en:Clyssus
- en:Coil (chemistry)
- en:Coltan
- en:Commission on Isotopic Abundances and Atomic Weights
- Electrical conductivity
- Cooperite
- en:Crookesite
- en:Cumene process
- en:Delessite
- Deposition
- en:Diaspore
- en:Electrode potential
- en:Fergusonite
- en:Fluorapatite
- en:Fractional freezing
- en:Gadolinite
- en:Geometric isomerism
- en:Glauconite
- en:H. M. Rouell
- en:Heptane
- en:Hiddenite
- en:Hund's rule
- en:Hutchinsonite
- en:Hyalite
- en:Illite
- en:International Temperature Scale
- en:Isotope table (divided)
- en:Kalsilite
- en:Kamacite
- en:Keilhauite
- en:Kobellite
- en:List of alchemical substances
- en:List of biochemistry topics
- en:List of scientific journals in chemistry
- en:Lorandite
- en:Mendozite
- en:Menilite
- en:Methylene group
- en:Methylmercury
- en:Organic nomenclature
- en:Palagonite
- en:Period 8 element
- en:Periodic table (alternate)
- en:Periodic table (electron configurations)
- en:Periodic table (extended)
- en:Periodic table (wide)
- en:Phosphorite
- en:Phthalates
- en:Phyllite
- en:Pollucite
- en:Pyroluria
- en:Radon fluoride
- en:Robert G. Parr
- en:Samarskite
- en:Soapstone
- en:Steatite
- en:Teallite
- Telluride
- Elements song
- en:Timeline of biology and organic chemistry
- en:Troctolite
- en:Tutty
- en:en:William Hardin Graham
- en:WorldWide Molecular Matrix
- en:Zone melting
- en:alchemical symbol
- en:aromatic amine
- en:calomel
- en:carbonation
- en:condensation polymer
- en:corderoite
- en:fluorescence spectroscopy
- en:g-block
- en:hyperconjugation
- en:metal halide
- en:millinery
- en:physiologically active compound
- en:stable isotope